# The Next Three Days
The Next Three Days is een Amerikaanse film uit 2010 van regisseur Paul Haggis. Het is een remake van de Franse film Pour elle uit 2008 van Fred Cavayé. Het was de eerste film na In the Valley of Elah uit 2007 die Haggis regisseerde. De hoofdrollen worden vertolkt door Russell Crowe, Elizabeth Banks en Brian Dennehy.

## Verhaal
Op een ochtend stormt de politie het huis van docent John Brennan, zijn vrouw Lara en hun driejarige zoontje Luke binnen en arresteren Lara voor de moord op haar bazin de avond ervoor. Ze wordt tot levenslang veroordeeld en opgesloten in de stadsgevangenis van Pittsburgh. Enkele jaren later wordt hun aanvraag tot beroep verworpen en maakt hun advocaat duidelijk dat Lara niet meer vrij zal komen.
Kort nadat John haar dat nieuws brengt probeert Lara zelfmoord te plegen. John vat daarom het plan op haar te bevrijden en met haar en hun zoontje naar het buitenland te vluchten. Hij betaalt ex-gedetineerde Damon, die zeven maal uit de gevangenis ontsnapte, om hem advies te geven. Die legt hem precies uit hoe hij de zaak moet aanpakken. Vervolgens begint John aan de voorbereidingen van zijn plan en zet daarbij alles uit op een grote kaart van de stad. Om aan geld te komen berooft hij een drugslab, waarbij twee doden vallen.
Hij vervalst Lara's bloedtesten, waarop zij naar het ziekenhuis wordt gebracht. John brengt Luke naar een verjaardagsfeestje en gaat dan naar het ziekenhuis waar hij gewapend en met de politie op zijn hielen met Lara ontsnapt. Ze nemen de metro, maar trekken onderweg aan de noodrem en stappen over in een klaarstaande auto. Als ze Luke willen ophalen blijkt onverwacht dat het feestje in de dierentuin plaatsvindt. John besluit Luke bij de dierentuin op te halen, waardoor de snelweg afgezet is voordat hij de stad uit is. Door een paar lifters op te pikken raken ze alsnog door de controle. Ze rijden naar de luchthaven en vliegen met valse paspoorten naar Venezuela, terwijl de politie er door een list van John van uitgaat dat ze naar Haïti zullen vluchten.
Een van de rechercheurs die achter John en Lara aanzaten keert terug naar de plaats waar Lara haar baas vermoord zou hebben en denkt dat ze weleens onschuldig zou kunnen zijn. Lara had namelijk verklaard dat haar bazin overvallen werd en dat de moordenaar tegen haar aan was gelopen. Daarbij had die een knoop verloren en de rechercheur doorzoekt een nabijgelegen rioolputje. Hij vindt niets, maar de knoop ligt er wel, verborgen onder het vuil. Hij sluit het putje weer en vertrekt.

## Rolverdeling
| Acteur              | Personage          | Opmerkingen                                                                 |
| ------------------- | ------------------ | --------------------------------------------------------------------------- |
| Russell Crowe       | John Brennan       | Protagonist                                                                 |
| Elizabeth Banks     | Lara Brennan       | Johns vrouw                                                                 |
| Ty Simpkins         | Luke Brennan (7)   | zoontje van John en Lara                                                    |
| Toby en Tyler Green | Luke Brennan (3)   | zoontje van John en Lara                                                    |
| Brian Dennehy       | George Brennan     | Johns vader                                                                 |
| Helen Carey         | Grace Brennan      | Johns moeder                                                                |
| Olivia Wilde        | Nicole             | Moeder van een vriendinnetje van Luke                                       |
| Liam Neeson         | Damon Pennington   | Ex-gedetineerde die John raad geeft                                         |
| Lennie James        | Luitenant Nabulsi  | Zit John en Lara na de ontsnapping op de hielen                             |
| Jason Beghe         | Inspecteur Quinn   | Vermoedt dat Lara toch onschuldig is                                        |
| Aisha Hinds         | Inspecteur Collero | Quinns partner                                                              |
| Daniel Stern        | Meyer Fisk         | Lara's advocaat                                                             |
| RZA                 | Mouss              | Verkoopt John pillen, maar berooft hem later                                |
| Kevin Corrigan      | Alex               | Drugsproducent                                                              |
| Jeff Hochendoner    |                    | Jonge drugsdealer die overlijdt terwijl John hem naar het ziekenhuis brengt |
| Jonathan Tucker     | David              | Johns broer                                                                 |
| Moran Atias         | Erit               | Davids vrouw                                                                |